# Gerson Rodrigues
Gerson Rodrigues (sinh ngày 20 tháng 6 năm 1995) là một cầu thủ bóng đá người Luxembourg đang thi đấu cho câu lạc bộ Dynamo Kyiv và đội tuyển quốc gia Luxembourg ở vị trí tiền vệ.

## Sự nghiệp quốc tế
Gerson Rodrigues có trận ra mắt đội tuyển bóng đá quốc gia Luxembourg vào năm 2017.

## Thống kê sự nghiệp

### Đội tuyển quốc gia
Tính đến ngày 19 tháng 11 năm 2023
| Đội tuyển bóng đá Luxembourg | Đội tuyển bóng đá Luxembourg | Đội tuyển bóng đá Luxembourg |
| Năm                          | Trận                         | Bàn                          |
| ---------------------------- | ---------------------------- | ---------------------------- |
| 2017                         | 9                            | 0                            |
| 2018                         | 5                            | 0                            |
| 2019                         | 10                           | 3                            |
| 2020                         | 7                            | 2                            |
| 2021                         | 11                           | 5                            |
| 2022                         | 10                           | 5                            |
| 2023                         | 8                            | 5                            |
| Tổng cộng                    | 59                           | 20                           |

### Bàn thắng quốc tế
Tỷ số và kết quả của Luxembourg được liệt kê trước.
| #   | Ngày                 | Địa điểm                                                 | Đối thủ              | Bàn thắng | Kết quả | Giải đấu                      |
| --- | -------------------- | -------------------------------------------------------- | -------------------- | --------- | ------- | ----------------------------- |
| 1.  | 21 tháng 3 năm 2019  | Sân vận động Josy Barthel, Luxembourg City, Luxembourg   | Litva                | 2–1       | 2–1     | Vòng loại UEFA Euro 2020      |
| 2.  | 7 tháng 6 năm 2019   | Sân vận động LFF, Vilnius, Litva                         | Litva                | 1–0       | 1–1     | Vòng loại UEFA Euro 2020      |
| 3.  | 14 tháng 11 năm 2019 | Sân vận động Sao Đỏ, Belgrade, Serbia                    | Serbia               | 1–2       | 2–3     | Vòng loại UEFA Euro 2020      |
| 4.  | 5 tháng 9 năm 2020   | Sân vận động Olympic Baku, Baku, Azerbaijan              | Azerbaijan           | 2–1       | 2–1     | UEFA Nations League 2020–21   |
| 5.  | 7 tháng 10 năm 2020  | Sân vận động Josy Barthel, Luxembourg City, Luxembourg   | Liechtenstein        | 2–1       | 2–1     | Giao hữu                      |
| 6.  | 27 tháng 3 năm 2021  | Sân vận động Aviva, Dublin, Ireland                      | Cộng hòa Ireland     | 1–0       | 1–0     | Vòng loại FIFA World Cup 2022 |
| 7.  | 30 tháng 3 năm 2021  | Sân vận động Josy Barthel, Luxembourg City, Luxembourg   | Bồ Đào Nha           | 1–0       | 1–3     | Vòng loại FIFA World Cup 2022 |
| 8.  | 1 tháng 9 năm 2021   | Sân vận động Luxembourg, Luxembourg City, Luxembourg     | Azerbaijan           | 2–0       | 2–1     | Vòng loại FIFA World Cup 2022 |
| 9.  | 11 tháng 11 năm 2021 | Sân vận động Olympic Baku, Baku, Azerbaijan              | Azerbaijan           | 1–0       | 3–1     | Vòng loại FIFA World Cup 2022 |
| 10. | 11 tháng 11 năm 2021 | Sân vận động Olympic Baku, Baku, Azerbaijan              | Azerbaijan           | 3–1       | 3–1     | Vòng loại FIFA World Cup 2022 |
| 11. | 7 tháng 6 năm 2022   | Tórsvøllur, Tórshavn, Quần đảo Faroe                     | Quần đảo Faroe       | 1–0       | 1–0     | UEFA Nations League 2022–23   |
| 12. | 14 tháng 6 năm 2022  | Sân vận động Luxembourg, Luxembourg City, Luxembourg     | Quần đảo Faroe       | 1–0       | 2–2     | UEFA Nations League 2022–23   |
| 13. | 22 tháng 9 năm 2022  | Sân vận động Başakşehir Fatih Teri, Istanbul, Thổ Nhĩ Kỳ | Thổ Nhĩ Kỳ           | 3–2       | 3–3     | UEFA Nations League 2022–23   |
| 14. | 25 tháng 9 năm 2022  | Sân vận động Josy Barthel, Luxembourg City, Luxembourg   | Litva                | 1–0       | 1–0     | UEFA Nations League 2022–23   |
| 15. | 17 tháng 11 năm 2022 | Sân vận động Luxembourg, Luxembourg City, Luxembourg     | Hungary              | 1–0       | 2–2     | Giao hữu                      |
| 16. | 17 tháng 6 năm 2023  | Sân vận động Luxembourg, Luxembourg City, Luxembourg     | Liechtenstein        | 2–0       | 2–0     | Vòng loại UEFA Euro 2024      |
| 17. | 13 tháng 10 năm 2023 | Laugardalsvöllur, Reykjavík, Iceland                     | Iceland              | 1–1       | 1–1     | Vòng loại UEFA Euro 2024      |
| 18. | 16 tháng 11 năm 2023 | Sân vận động Luxembourg, Luxembourg City, Luxembourg     | Bosna và Hercegovina | 2–0       | 4–1     | Vòng loại UEFA Euro 2024      |
| 19. | 16 tháng 11 năm 2023 | Sân vận động Luxembourg, Luxembourg City, Luxembourg     | Bosna và Hercegovina | 4–1       | 4–1     | Vòng loại UEFA Euro 2024      |
| 20. | 19 tháng 11 năm 2023 | Sân vận động Rheinpark, Vaduz, Liechtenstein             | Liechtenstein        | 1–0       | 1–0     | Vòng loại UEFA Euro 2024      |

## Danh hiệu

###### Sheriff Tiraspol
- Divizia Nationala: 2018

Dynamo Kyiv
- Ukrainian Super Cup: 2019, 2020